# Сийак
Сийа́к (фр. и окс. Silhac) — коммуна во Франции, находится в регионе Рона — Альпы. Департамент коммуны — Ардеш. Входит в состав кантона Верну-ан-Виваре. Округ коммуны — Турнон-сюр-Рон.
Код INSEE коммуны — 07314.

## Население
Население коммуны на 2008 год составляло 340 человек.
| 1962 | 1968 | 1975 | 1982 | 1990 | 1999 | 2008 |
| ---- | ---- | ---- | ---- | ---- | ---- | ---- |
| 371  | 487  | 353  | 337  | 286  | 312  | 340  |

## Экономика

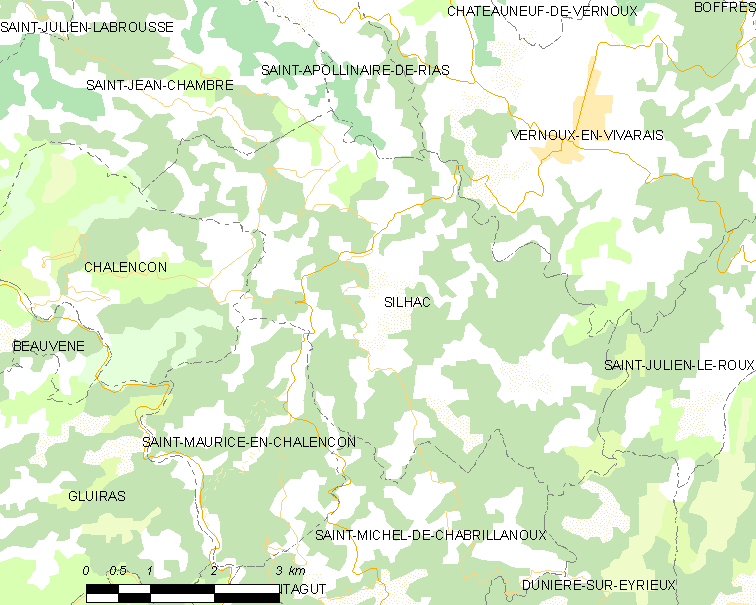
Карта коммуны

В 2007 году среди 207 человек в трудоспособном возрасте (15—64 лет) 141 были экономически активными, 66 — неактивными (показатель активности — 68,1 %, в 1999 году было 65,7 %). Из 141 активных работали 129 человек (66 мужчин и 63 женщины), безработных было 12 (7 мужчин и 5 женщин). Среди 66 неактивных 19 человек были учениками или студентами, 24 — пенсионерами, 23 были неактивными по другим причинам.